# Heneuite
La heneuite è un minerale.